# Транзитивность
Транзити́вность — свойство бинарного отношения: бинарное отношение {\displaystyle \star } на множестве {\displaystyle X} транзитивно, если для любых трёх элементов множества {\displaystyle a}, {\displaystyle b}, {\displaystyle c} выполнение отношений {\displaystyle a\star b} и {\displaystyle b\star c} влечёт выполнение отношения {\displaystyle a\star c}:
{\displaystyle \forall (a,b,c\in X)\,a\star b\land b\star c\Rightarrow a\star c}.
Одно из важнейших свойств бинарных отношений; по определению транзитивны отношения эквивалетнтности (в частности, равенство), отношения порядка (например, отношение включения множеств), импликация, отношение следования вершин ориентированного графа, отношение параллельности прямых (из {\displaystyle a||b} и {\displaystyle b||c} следует {\displaystyle a||c}). В теории чисел транзитивны делимость (если {\displaystyle a} делится на {\displaystyle b}, и {\displaystyle b} делится на {\displaystyle c}, то {\displaystyle a} делится на {\displaystyle c}) и сравнение по модулю.
Транзитивное замыкание — пересечение всех транзитивных отношений, содержащих заданное — наименьшее транзитивное отношение, содержащееся в данном.
Нетранзитивность — отсутствие транзитивности, когда из выполнения {\displaystyle a\star b} и {\displaystyle b\star c} выполнение {\displaystyle a\star c} не следует. Нетранзитивно, например, отношение смежности вершин в графе (смежная ко смежной вершина может быть смежной с исходной, а может и не быть). Отношение толерантности — рефлексивное и симметричное отношение, которые может быть нетранзитивным. Если же из выполнения {\displaystyle a\star b} и {\displaystyle b\star c} следует невыполнение {\displaystyle a\star c}, то отношение называется антитранзитивным.